# Jaume Truyols i Santonja
Jaume Truyols i Santonja (Sabadell, 18 de març de 1921 - Oviedo, 28 d'agost de 2013) va ser un paleontòleg català, primer president de la Societat Espanyola de Paleontologia

## Biografia
Es va llicenciar en Ciències Naturals el 1945 a la Universitat de Barcelona i es va doctorar en Ciències Geològiques per la Universitat d'Oviedo el 1962. Entre 1945 i 1961 va treballar en l'Institut Laboral de Sabadell i es va traslladar a Oviedo el 1961, on va residir. Allí va ser professor adjunt de Paleontologia fins a l'any 1964 quan es va aconseguir la càtedra d'aquesta especialitat. Des de 1945 va ser investigador especialitzat en la fauna fòssil de les sèries paleozòiques de la serralada Cantàbrica. Va ser director del Departament de Paleontologia de la Universitat d'Oviedo fins a la seva integració en el de Geologia. Es va jubilar el 1987 però va seguir impartint classes de les assignatures de paleontologia i participant en conferències i palestres.
Va ser membre de la Reial Acadèmia de Ciències Exactes, Físiques i Naturals de Madrid, de l'Institut d'Estudis Catalans i professor emèrit de la Universitat d'Oviedo. Va publicar més de 250 treballs de diferents matèries de la seva especialitat i té múltiples taxons dedicats. El 14 de desembre de 1999, l'Ajuntament d'Oviedo va dedicar un carrer de la ciutat en la seva memòria. La seva filla, Montserrat Truyols-Massoni, és professora titular a l'àrea de Paleontologia, a la Universitat d'Oviedo.

## Obra
- López Martínez, N. y Truyols Santonja, J.. Paleontología. Conceptos y métodos.  Editorial Síntesis. Ciencias de la vida, 19, 1994, p. 334. ISBN 84-7738-249-2.Paleontología. Conceptos y métodos. Editorial Síntesis. Ciencias de la vida, 19. p. 334. ISBN 84-7738-249-2.